# Acide glutamique-5-semialdéhyde
L’acide glutamique-5-semialdéhyde, ou acide glutamique γ-semialdéhyde, est un composé chimique de formule HOOC–HC(NH2)–CH2–CH2–CHO. C'est un précurseur de la proline dans la biosynthèse de cet acide aminé. Il est formé à partir du glutamate par la glutamate 5-kinase (EC 2.7.2.11) et la glutamate-5-semialdéhyde déshydrogénase (EC 1.2.1.41) avec ATP et NADPH+H+ (delta 1-pyrroline-5-carboxylate synthétase) comme cofacteurs.
L'acide glutamique-5-semialdéhyde peut également être converti en ornithine par l'ornithine aminotransférase (EC 2.6.1.13) et en proline par la proline déshydrogénase et la pyrroline-5-carboxylate réductase (respectivement EC 1.5.99.8 et EC 1.5.1.2).
C'est enfin l'un des rares métabolites à pouvoir être converti en intermédiaires à la fois du cycle de Krebs et du cycle de l'urée.